# Jonas Theodor Fagraeus
Jonas Theodor Fagraeus, född 1729, död 1797, var en svensk läkare och botaniker.
Fagraeus blev filosofie magister i Lund 1751, medicine doktor i Uppsala 1758, var lärjunge till Carl von Linné och från 1759 stadsfysikus i Alingsås. Han biträdde Clas Alströmer vid anläggandet och vårdandet av dennes naturaliekabinett och botaniska trädgård i Göteborg.